# 385 km
385 km (ros. 385 км) – przystanek kolejowy w miejscowości Bieriestianki, w rejonie sasowskim, w obwodzie riazańskim, w Rosji. Położony jest na linii Moskwa – Riazań – Samara.